# Grimorium verum
De Grimorium Verum is een boek over magie, ook wel een grimoire genoemd. Het zou geschreven zijn door Alibeck the Egyptian in Memphis in 1517.
Volgens geleerden zou het boek niet uit 1517 stammen maar eerder uit de 18e eeuw, met de eerste edities waarschijnlijk in het Frans of Italiaans. Het boek is gebruikt als basis voor het boek The Book of Ceremonial Magic geschreven door Arthur Waite in 1911.
Het boek is vrij belangrijk in de demonologie, het satanisme en occultisme. Er wordt regelmatig naar verwezen en het legt de basis voor vele andere boeken.

## Versies
- Joseph H Peterson (2007) ISBN 978-1434811165
- Jake Stratton-Kent (2009) Scarlet Imprint. (geen ISBN nummer bekend)